# Overcreditering
Het begrip overcreditering wordt gebruikt bij particulieren die te veel geld hebben geleend.
Er is sprake van overcreditering wanneer een kredietnemer meer geld heeft geleend dan hij op basis van zijn financiële draagkracht kan dragen. De schuldenlast is hoger dan verantwoord is op basis van de financiële situatie van de kredietnemer. Er ontstaat een situatie waarbij een persoon in de financiële problemen kan komen of is gekomen. De betalingsverplichtingen uit de kredieten leggen een onverantwoord zware druk op de financiële situatie van de kredietnemer.